# Evasion
Enligt objektivismen, och psykologiska teorier vars upphovsmän är influerade av filosofin, är evasion vägran att tänka på ett visst ämne. Till skillnad från en som är ignorant (saknar kunskap om ämnet), är en person som evaderar inte bara ignorant utan engagerar sig i en avsiktlig mental process att undvika kunskap och klarhet. Personen försöker avsiktligt att förbli ignorant och "förvirrad". Den undviker på så vis för tillfället att ta ansvar och de kortsiktiga psykologiska konsekvenser det skulle medföra, men försätter egentligen sig och eventuella närstående i en värre position genom att undvika sanningen; att vara oärlig. 
I varje timma och fråga i sitt liv, är människan fri att tänka eller att kringgå denna ansträngning.  [ ... ]  Psykologiskt, innebär valet  "att tänka eller inte"  valet  "att fokusera eller inte."  Existentiellt, innebär valet  "att fokusera eller inte"  valet  "att vara medveten eller inte." Metafysiskt, innebär valet  "att vara medveten eller inte"  valet mellan liv eller död.  - Ayn Rand, översatt från boken The Virtue of Selfishness 

## Exempel
En man är djupt förälskad i sin hustru. En dag noterar han tecken på att hans hustru kanske är otrogen. Istället för att försöka ta reda på huruvida misstanken är sann intalar han sig att hans hustru aldrig skulle vara otrogen och beskyller sig själv för att vara paranoid. Han vägrar att ta reda på mer om hans hustrus aktiviteter eftersom han vill att hon ska vara en ärlig person och är rädd för att få reda på den potentiellt förkrossande sanningen om henne.